# انقلاب سبز
انقلاب سبز به مجموعه‌ای از روش‌های کاربرد ماشین‌آلات کشاورزی، انتخاب گونه‌های پربازده، استفاده از کودها و بهبود روش‌های آبیاری گفته می‌شود.

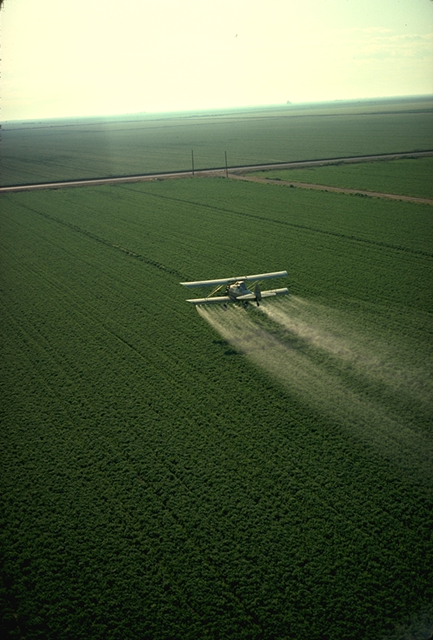
افزایش استفاده از فناوری‌های گوناگون، سم‌ها و کودهای شیمیایی و بذرهای اصلاح‌شده پس از جنگ‌جهانی دوم تولید غذا در جهان را به چند برابر افزایش داد.

عبارت «انقلاب سبز» در دهه ۱۹۶۰ مفهوم از طرف فردی به نام ویلیام گاد که سرپرستی آژانس توسعه بین‌المللی ایالات متحده یا کمک‌های خارجی آن کشور را به عهده داشت اختراع شد. ویلیام گاد رئیس آژانس آمریکایی در آن زمان که که جنگ سرد هم بین آمریکا و شوروی ادامه‌داشت، اعلام کرد که «توسعه کشاورزی جدید یک انقلاب است. این انقلاب نه انقلاب خشونت‌آمیز قرمز اهالی شوروی است و نه انقلاب سفید شاه ایران؛ بلکه ما نام آن را انقلاب سبز می گذاریم».

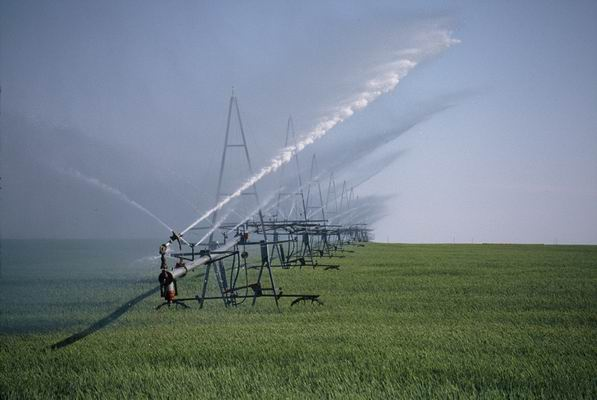
استفادهٔ بیش‌تر از روش‌های آبیاری نقشی مهم در انقلاب سبز بازی‌کرده‌است.

هدف انقلاب سبز این بود که با توسعه ماشین آلات جدید کشاورزی و شیوه‌های نو در کشورهایی مانند هند و پاکستان که جمعیت بالایی داشتند، کاشت گندم و مواد غذایی افزایش یابد. انقلاب سبز آن روز آمریکایی‌ها برای از بین بردن گرسنگی در هند، مثل انقلاب سبز امروزی در ایران انگیزه سیاسی، مالی، و ایدئولوژیک داشت.

## کشورهای اجراکننده
در سال ۱۹۶۰ کشاورزان مکزیکی با استفاده از گونه‌هایی از گندم مقاوم در برابر آفت توانستند تولید گندم را به دو برابر افزایش دهند. این آزمایش در مورد غلات دیگر و از جمله برنج انجام گرفت و برخی از کشورها مثل فیلیپین یا پاکستان که خود واردکنندهٔ برنج بودند، توانستند با تولید محصولات کشاورزی به خودکفایی دست یابند.
انقلاب سبز در برخی کشورها نظیر هند به‌طور موقت موجب افزایش تولیدات کشاورزی شد اما از آنجا که به‌کارگیری روش‌های گفته‌شده گران است و کشاورزان فقیر برای سرمایه‌گذاری در این زمینه‌ها پول لازم را ندارند، این امر به بهبود وضعیت کشاورزی آنان کمک نکرده‌است.